# Roland Garros
Pour les articles homonymes, voir Roland Garros (homonymie) et Garros.
Cet article concerne l'aviateur. Pour le tournoi de tennis, voir Internationaux de France de tennis.

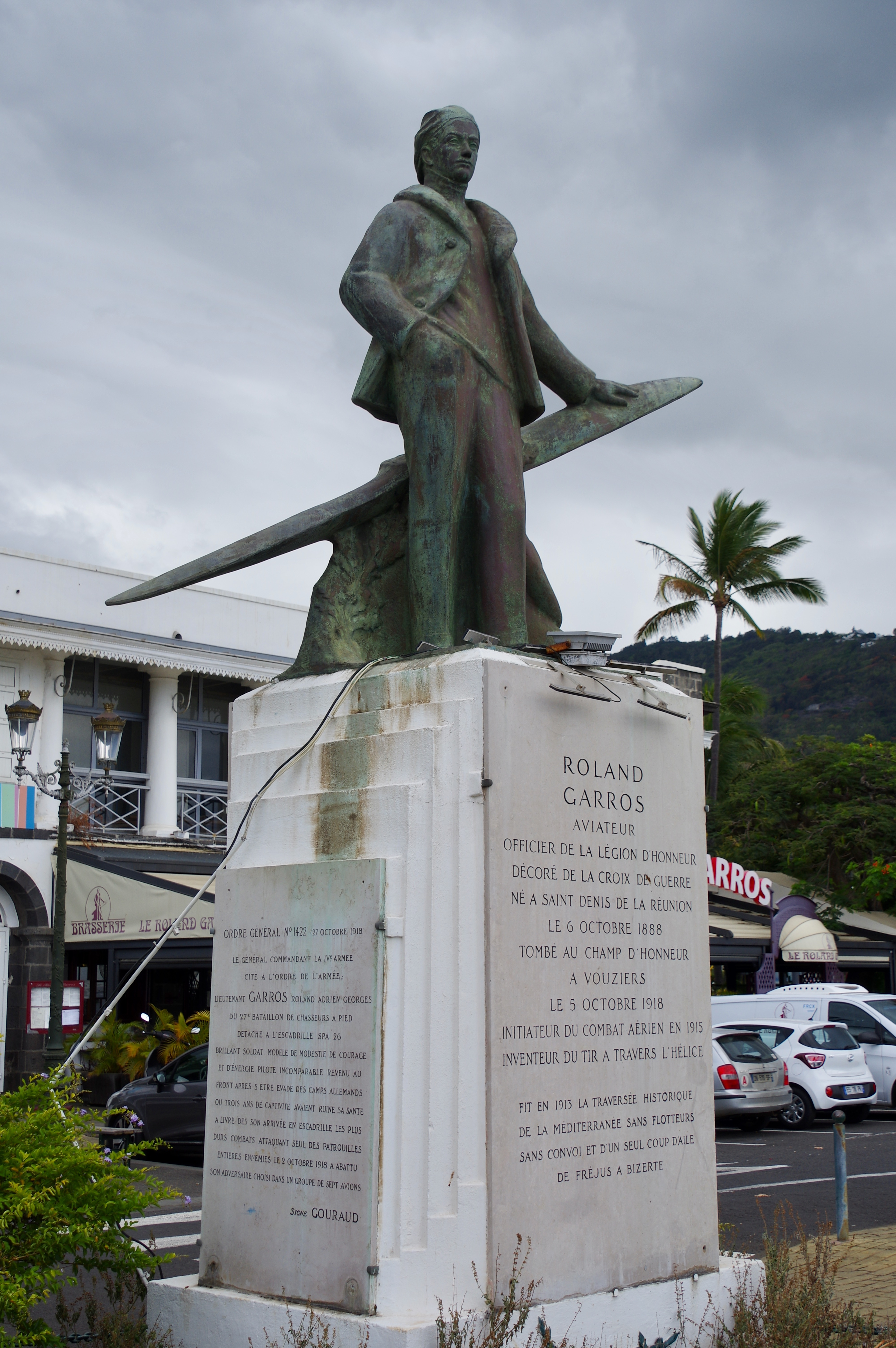
Statue de Roland Garros à Saint-Denis de la Réunion (détail plus bas).

Roland Garros (/ga.ʁos/) est un aviateur français, lieutenant pilote lors de la Première Guerre mondiale, né le 6 octobre 1888 à Saint-Denis de La Réunion et mort dans un combat aérien le 5 octobre 1918 à Vouziers (Ardennes). Il a reçu son brevet de pilotage à l'aérodrome de Cholet en Maine-et-Loire.
Sa célébrité est d'abord venue de ses exploits sportifs en avion, et surtout de la toute première traversée de la mer Méditerranée, qu'il effectue le 23 septembre 1913 à bord d'un monoplan.
Aujourd'hui, son nom reste associé au tournoi des Internationaux de France de tennis (qui est aussi et tout simplement appelé Roland-Garros), car il se déroule dans le stade qui porte son nom depuis sa construction en 1928.

## Biographie

### Enfance en outre-mer
Roland Garros est né le 6 octobre 1888 rue de l’Arsenal (rebaptisée depuis « rue Roland-Garros ») à Saint-Denis de La Réunion. Sa famille est depuis longtemps établie dans l’île, avec des origines toulousaines du côté paternel et lorientaises (via Pondichéry) du côté de sa mère Clara née Faure. Il n’a que quatre ans quand son père Georges Garros décide de partir avec sa famille en Cochinchine. Georges Garros ouvre à Saïgon un cabinet d’avocat pour s’occuper notamment des affaires commerciales de ses amis commerçants vietnamiens. Sa mère assure son enseignement scolaire, mais lorsqu’il atteint en 1900 le cycle secondaire, ses parents sont contraints, en l’absence de lycée dans le pays, de l’envoyer seul en métropole pour y entreprendre ses « humanités ». À cette époque, la traversée maritime dure près de deux mois entre Saïgon et Marseille. Dès ce moment, et jusqu’à la fin de sa vie, Roland Garros mène une vie pratiquement autonome, seul face à ses responsabilités.
À peine débarqué à Paris, au collège Stanislas où ses parents l’ont inscrit en 6e R1, le garçonnet de douze ans est foudroyé par une grave pneumonie et, sans attendre l’avis des parents trop lointains, la direction du collège décide de l’envoyer à l'autre collège Stanislas à Cannes.

### Parcours sportif

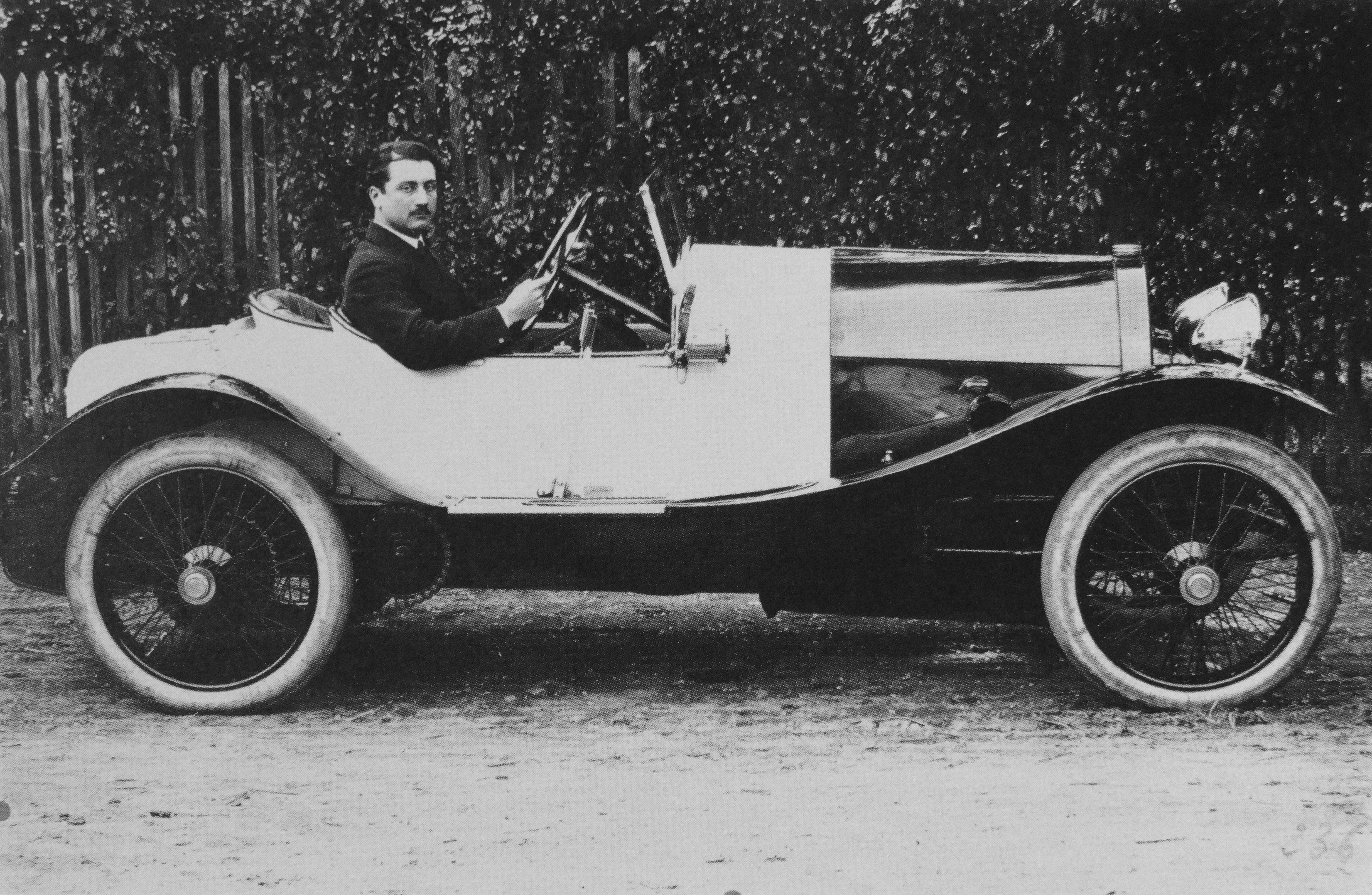
Roland Garros vers 1910 au volant d'une Bugatti Type 18.

Roland Garros y retrouve le soleil et le sport, notamment le cyclisme, qui lui feront recouvrer la santé. Comme l’a écrit son ami l’écrivain et journaliste Jacques Mortane, « la petite Reine a réussi là où la Faculté a échoué ». Ils seront champions interscolaires de cyclisme en 1906, lui sous le pseudonyme de « Danlor », anagramme de son prénom, afin que son père n’en soit pas averti… C’est lui aussi qui mènera à la victoire l’équipe de football du lycée Masséna de Nice. Sa scolarité, sans être brillante, sera néanmoins soutenue : il rattrapera sans trop de peine l’année scolaire perdue pendant sa pneumonie. Au milieu de quelques prix obtenus par le collégien, on trouve un premier prix de piano, dénotant une attirance certaine pour la musique.
Il gagne Paris pour l'année de terminale en Philo, qu’il prépare au lycée Janson-de-Sailly, où il se liera d’amitié avec Jean Bielovucic, un jeune Péruvien qui, comme lui, se fera un nom dans l’aviation. Puis il réussit son entrée à HEC Paris, dont il sortira dans la promotion 1908 qui porte désormais son nom. Émile Lesieur, son ami et condisciple d’HEC, international de rugby à XV, le parrainera lors de son adhésion au Stade français, où il est inscrit dans la section rugby. Et s’il pratique un peu le tennis, ce n’est réellement qu’en amateur.
Ayant obtenu son diplôme, il se fait embaucher par la firme Automobiles Grégoire comme commercial. Il devient chef d’entreprise à 21 ans avec sa boutique « Roland Garros automobiles » et vend les voitures Grégoire. Il ne devient pas avocat au grand désespoir de son père qui lui coupe les vivres.

### Naissance d’une passion
En vacances d'été en 1909 à Sapicourt près de Reims chez l’oncle de son ami Quellennec, Roland Garros va assister à la « Grande Semaine d’aviation de la Champagne » du 22 au 29 août. C'est une révélation pour lui : il sera aviateur.
Les bénéfices de son commerce automobile lui permettent de commander aussitôt au Salon de locomotion aérienne au palais de la découverte la moins chère des machines volantes de l’époque, une Demoiselle Santos-Dumont (7 500 francs contre 30 000 à 40 000 pour un Blériot XI). L'appareil est fragile et dangereux à cause de son train d'atterrissage fragile qui se brise, ce qui vaut à la Demoiselle d'être surnommée la « tueuse d'homme ». Il n’y a pas encore d’école de pilotage : il apprendra tout seul, avec la collaboration d’un autre « Demoiselliste », le Suisse Edmond Audemars qu’il a rencontré sur le terrain d’Issy-les-Moulineaux que d’aucuns considèrent déjà comme le « berceau de l’aviation ».
Il n’a même pas obtenu son brevet de pilote aviateur qu’il est embauché pour les cérémonies du 14 juillet 1910 par le Comité Permanent des Fêtes de Cholet, où il obtient le 19 juillet son Brevet de l’Aéro-Club de France, le no 147, sur l'aérodrome de Cholet, qui porte désormais son nom. Et il totalise à peine plus de trois heures de vol lorsqu’il est engagé par l’industriel américain Hart O. Berg pour le meeting du Belmont Park à New York. Sa frêle « Demoiselle » et celle de son ami Audemars vont côtoyer les puissants Blériot XI, les Antoinette et autres Wright et Curtiss, sans bien sûr tenter de rivaliser avec eux.
À l'hôtel Astor où il est descendu, il a retrouvé son ami américain d’origine franco-canadienne John Moisant, rencontré sur le terrain d'Issy. Celui-ci organise avec son frère Alfred une tournée d’exhibitions aériennes à travers les États-Unis. Le jeune homme n’a aucune hésitation quand John lui propose de venir voler au sein du Moisant Circus, où le rejoindront Audemars, René Simon et René Barrier. Pour le garçon de 22 ans, c’est l’occasion inespérée de pouvoir voler tous les jours et ainsi d’affiner sa pratique de la boussole et du pilotage par tous les temps. Le train « Cirque Moisant » traversera une bonne partie des États-Unis, puis le Mexique et enfin Cuba et vaudra à R. Garros le surnom de « cloud kisser » (« l'embrasseur de nuages ») dans les nombreux meetings d’aviation de l’époque.

### Homme de record et précurseur en Amérique du Sud
De retour en France en mai 1911, Roland Garros participe aux trois grandes épreuves de l’année, la course d'aviation Paris-Madrid, le Paris-Rome et le Circuit européen. Malgré ses indéniables qualités de pilote, il se fera chaque fois coiffer au poteau et des journalistes le surnommeront « l’Éternel Second ».
Il ne tardera pas à prendre sa revanche. Il est ensuite engagé pour un meeting sur le terrain de Champirol situé sur les communes de Villars (Loire) et Saint-Priest-en-Jarez à proximité de Saint-Étienne, où il retrouve, entre autres vedettes de l’aviation, l’ami « Bielo » devenu son « frère d’armes ». Mais surtout, il y fait la connaissance de Charles Voisin et de son amie, la baronne de Laroche. La sympathie passe tout de suite entre eux et Voisin, qui s’occupe déjà des affaires de Bielovucic, accepte de prendre en mains la carrière aéronautique de son nouvel ami. C’est lui qui prépare leur participation au « meeting » du Mans et, tout de suite après, il va organiser le 1er record d'altitude que Garros arrachera avec 3 950 m au capitaine Félix, le 4 septembre 1911, en décollant de la plage de Cancale. Garros professe alors que les records d’altitude sont les plus utiles pour le développement de l’aviation car les appareils qu’on est obligé de construire pour eux sont les plus « sûrs », les « moins dangereux », les plus « capables de rendre des services ». Ce premier record le place désormais parmi les meilleurs, il est sollicité de toutes parts. À Marseille notamment, où il va renouer ses relations avec son père grâce à la médiation de leur ami commun Jean Ajalbert. Au parc Borély, plus de 100 000 spectateurs enthousiastes assisteront à ses évolutions aériennes, aux côtés de Jules Védrines, l’autre vedette du spectacle.
Puis l’industriel américain Willis Mc Cormick, créateur de la Queen’s Aviation Company limited, l’engage, avec René Barrier, Edmond Audemars et Charles Voisin, pour une grande tournée en Amérique du Sud. Avec son Blériot XI, Garros sera le premier à effectuer la traversée aérienne de la baie de Rio de Janeiro, à survoler la forêt tropicale, à prendre des photos aériennes en relief à l’aide de son Vérascope Richard. Il est le premier à voler de São Paulo à Santos en emportant symboliquement un petit sac postal et c’est de concert avec son ami Eduardo Chaves, l’un des futurs créateurs de l’aviation civile brésilienne, qu’il fait triomphalement le vol de retour Santos-São Paulo.
C’est aussi à Rio, à l’issue d’une démonstration publique, qu’il est abordé par le major Paiva Meira, chef de la Commission militaire du Brésil, et le lieutenant Ricardo Kirk : avec eux, il va organiser une semaine d’aviation destinée aux militaires, donnant le baptême de l’air à de nombreux jeunes officiers qui vont constituer le noyau de la future armée de l’air brésilienne. Le lieutenant Kirk, considéré au Brésil comme le père de l’aviation militaire, fait partie de ceux-ci et il commandera, dès le mois de septembre, la délégation des jeunes officiers brésiliens venus à Étampes passer leurs brevets de pilotes. Le sien portera le numéro 1089. À ce titre, Roland Garros peut être considéré comme l’initiateur de l’aviation militaire brésilienne.
En Argentine, l’aviateur laissera dans la mémoire populaire un nom respecté que beaucoup n’hésiteront pas à associer plus tard à celui de cet autre grand aviateur français, « l’archange » Jean Mermoz.

### Circuit d’Anjou, records deHoulgateetTunis, raid Tunis-Rome
Mais c’est à Angers que Roland Garros va obtenir son premier très grand succès. Le Grand Prix de l’Aéroclub de France doit couronner le vainqueur du circuit d’Anjou : il s’agit d’accomplir sept fois et en deux jours, le dimanche 16 et le lundi 17 juin 1912, le triangle Angers-Cholet-Saumur, soit un peu plus de 1 100 kilomètres. R. Garros, qui se présente avec son Blériot 50 ch personnel (il a depuis longtemps mis un point d’honneur à ne voler que sur ses propres machines), est opposé aux trente-trois meilleurs pilotes du monde, soutenus par tous les moyens possibles des firmes industrielles les plus puissantes du monde. Si quelques courageux ont pris leur envol malgré le vent et la tempête, Garros restera bientôt le seul en l’air avec le jeune Brindejonc des Moulinais qui, malheureusement pour lui, franchira la ligne d’arrivée en dehors du temps réglementaire. Roland Garros est donc le seul à terminer les épreuves du premier et du deuxième jour. Les journalistes ne l’appellent plus désormais que « le champion des champions ».
Il le confirme au premier meeting de Vienne où, tous prix cumulés, il reçoit 21 000 couronnes, la somme la plus importante attribuée à un Français, Audemars se contentant de 7 500 couronnes. Il ne s’endort pas sur ses lauriers et, tout de suite après ces brillantes victoires, il va de nouveau obtenir avec son Blériot le record d’altitude, à Houlgate où son ami l’industriel Émile Dubonnet (brevet de pilote no 47) lui a offert l’hospitalité dans sa somptueuse villa. Avec un appareil du même type que celui utilisé l’année précédente à Cancale, c’est près d’un kilomètre qu’il gagne en hauteur : le voilà à 4 960 mètres.
Mais après ces brillants succès, il connaît le malheur de perdre son ami Charles Voisin qui se tue dans un accident de voiture. Surmontant une dure période de désarroi, il a la chance, à ce moment-là, que Raymond Saulnier et Léon Morane prennent contact avec lui et il va devenir pilote d’essai de la toute jeune firme Morane-Saulnier.
Son record de Houlgate n’ayant pas tenu plus de quinze jours, il décide de le reconquérir. Avec, cette fois-ci, le Morane-Saulnier Type H de Georges Legagneux, le nouveau recordman, à qui il l’achète sur ses propres deniers. Après quelques essais infructueux marqués de nombreux capotages sur le terrain des Milles, près d'Aix-en-Provence, il décide de se rendre à Tunis où le climat lui paraît plus favorable. C’est là qu’il obtient son troisième record, homologué par l’Aéroclub de France à 5 610 mètres.
D’après le contrat qui le lie désormais à la maison Morane-Saulnier, il reste « un exploit » sur les deux qu’il devait. Il opte pour un raid Tunis-Rome (du 18 au 23 décembre 1912 en trois étapes : Tunis-Trapani, 320 kilomètres ; Trapani-Santa-Eufemia, 400 kilomètres ; Santa-Eufemia-Rome, 438 kilomètres),, qui lui permet, par son vol Tunis-Trapani, d’être en décembre 1912 le premier à relier par les airs deux continents, l’Afrique et l’Europe. Il se réjouit aussi d’être « le premier à survoler le Vésuve » et l’accueil chaleureux que lui réservent à Rome les autorités, ses amis de l’Aeroclub d’Italie et la foule enthousiaste compense la déception de sa deuxième place l’année précédente lors du Paris-Rome qui a vu la victoire d’André Beaumont.

### Première traversée aérienne de la mer Méditerranée

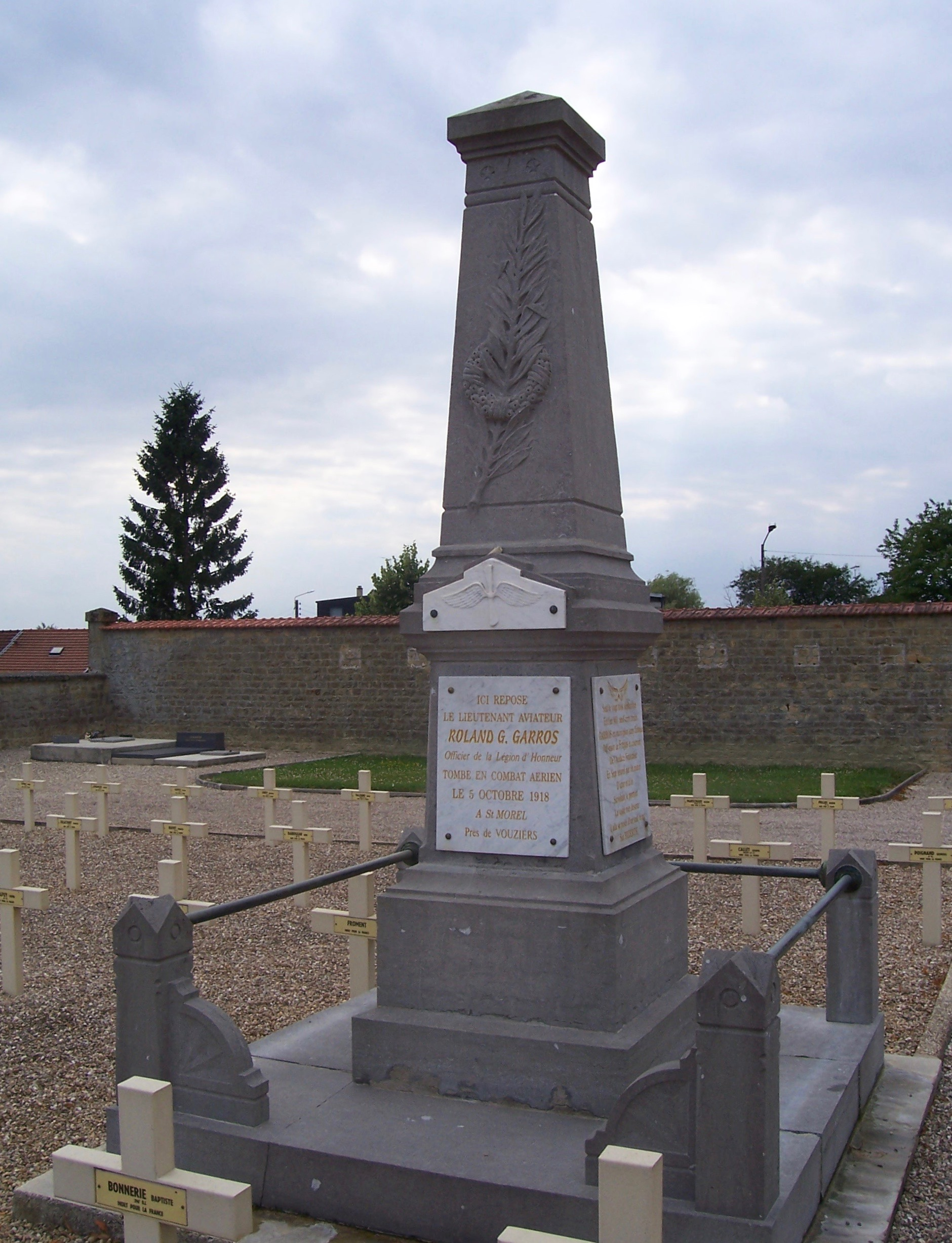
Tombe de Roland Garros à Vouziers.

Parallèlement, Roland Garros est devenu en quelque sorte le conseiller technique de Raymond Saulnier, dont le traité Équilibre, centrage et classification des aéroplanes continue depuis trois ans à faire autorité chez les avionneurs. Celui-ci signe, dans Le Figaro, conjointement avec Léon Morane, un article dans lequel tous deux exposent et défendent ardemment les théories de R. Garros sur « l’excédent de puissance » et la « qualité du vol ».
Au printemps 1913, Garros part en vacances sur la Côte d’Azur retrouver, avec sa compagne Marcelle Gorge, les décors de son adolescence. Mais il ne peut s’empêcher de participer à la coupe que son ami Jacques Schneider (voir Coupe Schneider), le commissaire de son premier record d’altitude, vient de créer pour les hydravions. Il n’en tire que la satisfaction d’avoir pu tenir tête avec un modeste moteur de 60 ch à des appareils beaucoup plus puissants.
Roland Garros a entretemps reçu son prix de l’Académie des sports pour l'année 1912 (prix Henri Deutsch de la Meurthe). Le 15 juin, il participe pour la deuxième fois avec succès au deuxième meeting de Vienne. Le 2 juillet, il va, avec Audemars, Léon Morane et Eugène Gilbert, accueillir à Compiègne Brindejonc des Moulinais rentrant de son « circuit des capitales » : les cinq Morane font route de concert vers la capitale, formant ainsi, selon l’historien Edmond Petit, « ce qui doit être le premier vol de groupe à cinq de l’histoire ».
Roland Garros a aussi fait à Molsheim la connaissance du prestigieux constructeur d’automobiles Ettore Bugatti. Les deux hommes se sont très vite entendus. Roland Garros a tout de suite commandé une Bugatti 5 litres type 18, la seule voiture pouvant moralement porter le nom de « Roland-Garros » puisque c’est Bugatti lui-même qui l’a ainsi baptisée (il n’en sera fabriqué que sept exemplaires, celle de Garros, numéro de châssis 474, a survécu au Royaume-Uni sous le nom de « Black Bess »). Elle lui est livrée le 18 septembre 1913. Il a déjà projeté en secret de réaliser la traversée de la Méditerranée en juillet ou en août mais le vent est au sud et la mer est démontée. Au matin du dimanche 21 septembre 1913, un coup de téléphone de son mécanicien Hue lui apprend qu'une embellie s'installe sur la Méditerranée et que le vent a tourné. Le 22 septembre, il arrive à Saint-Raphaël dans un train en provenance de Paris.
Et le 23 septembre 1913, Roland Garros passe à la postérité pour avoir réussi la première traversée aérienne de la Méditerranée, en 7 heures et 53 minutes, évoluant à une vitesse moyenne de 101 kilomètres à l'heure. Son amie Marcelle est la seule femme et la seule civile présente sur le terrain du Centre d’aviation de la base d'aéronautique navale de Fréjus-Saint Raphaël d’où il prend l’air. Jean Cocteau, qui écrira plus tard sur Roland Garros le long poème intitulé Le Cap de Bonne Espérance y évoque la « jeune femme au manteau de skunks ». Le monoplan Morane-Saulnier, équipé d'un moteur Gnome de 80 chevaux et d'une hélice Chauvière décolle à 5 h 47, alourdi de 200 litres d’essence et de 60 L d’huile de ricin. Garros part à la boussole, avec un moteur qui subit deux pannes et perd une pièce, au large de la Corse et au-dessus de la Sardaigne. Il lui reste cinq litres d'essence quand il se pose à Bizerte à 13 h 40 après avoir parcouru quelque 780 kilomètres,.
À Marseille, puis à Paris, l’aviateur est accueilli en triomphe. Il faut dire qu’après cet exploit, le vainqueur de la Méditerranée devient la coqueluche de la France et du tout-Paris. Jean Cocteau qui, comme l’a dit Jean-Jacques Kihm, l’un des meilleurs connaisseurs du poète, « avait une véritable passion d’être l’ami des gens les plus célèbres de son temps », a réussi à se faire présenter au héros de la Méditerranée, qui l’emmènera plusieurs fois en avion faire de l'acrobatie aérienne. Il lui dédiera son poème Le Cap de Bonne-Espérance.
Tous ses pairs les plus prestigieux félicitent l’aviateur de son exploit et déjà la presse évoque les premières lignes aériennes, qui ne verront réellement le jour qu’après la guerre. Les 39 km de la traversée de la Manche ne datent que de quatre ans. Il faudra attendre six ans et une guerre pour la première traversée aérienne de l’Atlantique, le 15 juin 1919, par les Britanniques Alcock et Brown (bien avant celle de Lindbergh).
Roland Garros est à l’origine, avec Jacques Mortane qui en assure le secrétariat général, de l’association qu’ils appellent tout simplement « Le Groupe », réunissant une quinzaine de vedettes de l’aviation. Ce Groupe a, entre autres buts, celui de venir en aide aux veuves et orphelins de leurs camarades aviateurs ayant trouvé la mort et ils sont déjà nombreux à avoir payé leur tribut à leur passion. Pour récolter des fonds, il leur suffit d’organiser « meetings » et exhibitions. Ainsi, ils sont quatorze le 14 juin 1914, à présenter, en dehors des patronages officiels, leur première réalisation, la « Journée des Aviateurs » à Juvisy.

### Dernier meeting de Vienne

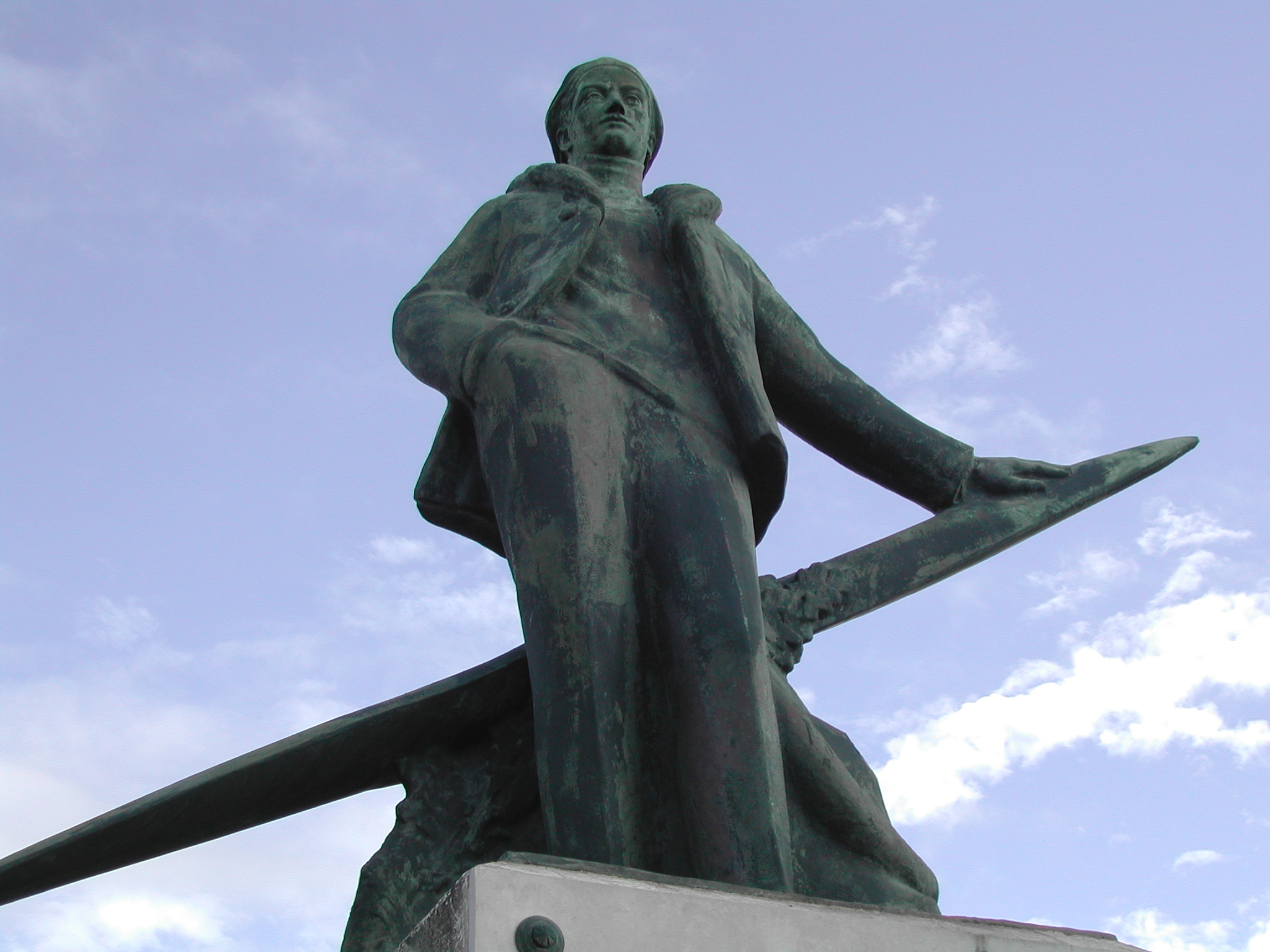
Statue de Roland Garros par Étienne Forestier au Barachois, à Saint-Denis de La Réunion.

C’est en octobre 1913 à Côme au cours du Circuit des Lacs italiens que Roland Garros a rencontré l’Allemand Hellmuth Hirth, pilote émérite et alors directeur technique des Albatros Flugzeugwerke à Johannisthal. Ils vont se revoir peu après à Èze, dans la villa de la grande-duchesse Anastasie de Mecklembourg-Schwerin, la plus ardente admiratrice de Garros qui n’est autre que la belle-mère du Kronprinz Guillaume lui-même.
Les deux hommes se retrouvent en juin 1914 à Aspern pour le troisième et dernier « meeting de Vienne », qui est marqué par deux événements tragiques. C'est d’abord la première des grandes catastrophes aériennes du monde : un dirigeable militaire autrichien de type M III en mission photographique est heurté en vol par un Farman. Les deux appareils sont précipités au sol face au champ d’Aspern, causant la mort des neuf officiers. Les aviateurs français organisent un cortège aérien pour saluer ces « frères d’armes » ; tous leurs appareils crêpés de noir, dont le Morane N que R. Garros présente pour la première fois en public, passent l’un derrière l’autre à la verticale du lieu de la catastrophe, faisant aux victimes de magnifiques funérailles aériennes.
Puis survient l’autre drame, l’historique assassinat à Sarajevo de l'archiduc François-Ferdinand, mais il est difficile à cette date d’imaginer la guerre si proche.
Roland Garros propose à H. Hirth de venir visiter les usines Morane-Saulnier, et en retour H. Hirth l’invite aussi, ainsi que Raymond Saulnier, pour une visite tournante des usines aéronautiques allemandes : c’est à Berlin que les bruits de guerre vont le surprendre. Au volant de sa Bugatti, en compagnie de son mécano Jules Hue, Garros parvient juste avant sa fermeture à franchir la frontière allemande.

### Première mise au point des tirs à travers l'hélice

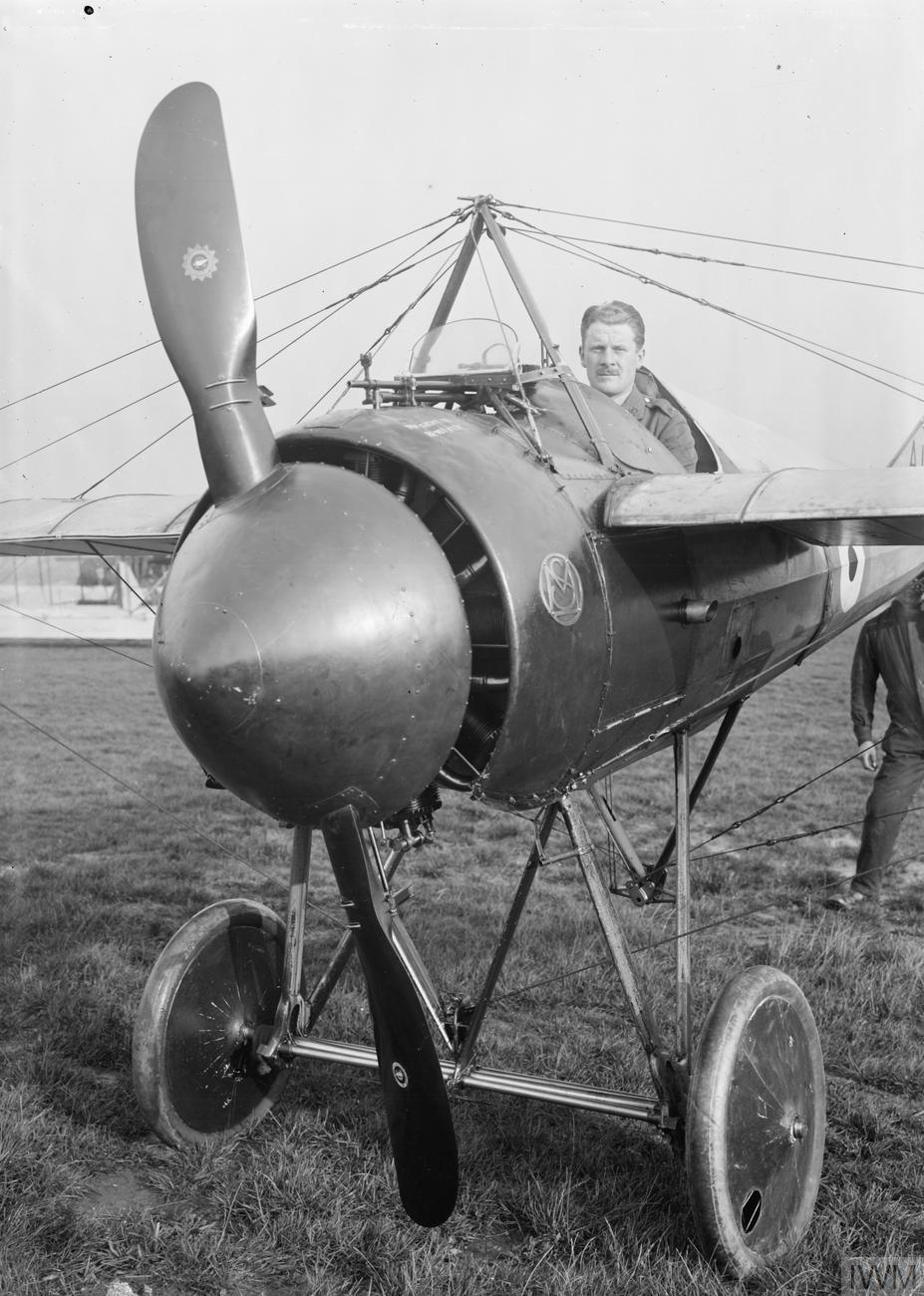
Morane-Saulnier type N équipé du dispositif de tir à travers le champ de l'hélice, mis au point par Roland Garros.

Alors que, né dans une colonie, il ne doit aucun service militaire, il s’engage comme simple soldat dès le 2 août 1914, pour la durée de la guerre. D’abord affecté à l’Escadrille 23 (en) (appelée MS 23, car équipée d'avions Morane-Saulnier Type H), il participe à de nombreuses missions d’observation, de reconnaissance, de lâchages d’obus empennés en guise de bombes, de combats avec des observateurs armés de carabines.
Au début des hostilités, les pilotes ennemis se font des signes amicaux lorsqu'ils se rencontrent, puis, passées quelques semaines, ils se tirent dessus au fusil ou au revolver, sans réelle efficacité. La première victoire aérienne mondiale est enregistrée le 5 octobre 1914, le mécanicien Louis Quenault abattant un Aviatik B.I grâce à une mitrailleuse fixée à l'avant de son Voisin III. Preuve est faite que c'est ce type d'arme qu'il faut adapter sur les avions, mais nombre d'appareils ont leur moteur placé sur l'avant, interdisant alors l'emploi d'armes à cause de la présence de l'hélice.
Dès novembre 1914, Garros sera le premier spécialiste à définir dans un rapport au GQG l'avion de chasse monoplace tel qu'il sera utilisé dans tous les pays du monde au cours des décennies. Ayant connaissance du système de tir à travers l'hélice inventé en avril 1914 par Raymond Saulnier (et le bureau d'étude dirigé par Louis Peyret), il lui propose en décembre de mettre au point le dispositif. Il réalise le premier tir en vol et améliore le dispositif en réduisant la taille des déflecteurs en métal posés sur les pales. Il achève en janvier 1915 la mise au point du tout premier chasseur monoplace de l'histoire, armé d’une mitrailleuse tirant dans l’axe de l’avion à travers le champ de rotation de l'hélice.
Il retourne ensuite au front, à la MS26, et son dispositif de tir adapté sur un Morane-Saulnier type L « Parasol » lui permet d'obtenir, début avril 1915, trois victoires consécutives en quinze jours : pour l’ensemble des forces alliées, ce sont les 4e, 5e et 6e victoires aériennes et, en outre, les premières remportées par un homme seul aux commandes d’un monoplace.

### Prisonnier de guerre
Le 18 avril 1915, le sous-lieutenant Garros est en mission au-dessus de la Belgique, lorsqu'il est touché par une balle de la DCA allemande. Son avion connaît alors des problèmes de carburant, l'obligeant à un atterrissage à Hulste, où il est fait prisonnier avant d'avoir pu mettre le feu à son appareil.
Le système de tir à travers l'hélice est aussitôt étudié par Anthony Fokker, ses ingénieurs Heinrich Lübber, Curt Heber et Leimberger, qui créeront un système différent, rendant la mitrailleuse complètement synchrone avec l'hélice, les balles passant entre les pales sans les toucher, ce qui évite les dangereux ricochets. Le système Fokker équipera en premier le Fokker E.III avec lequel l’aviation allemande va dominer les airs jusqu’au milieu de l'année 1916, jusqu'à ce que le système Fokker soit copié par les alliés.
Comme toutes les fortes têtes, R. Garros sera soumis à une surveillance privilégiée et déplacé d’un camp à un autre (Küstrin, Trèves, Gnadenfrei, Magdebourg, Burg et de nouveau Magdebourg), car il faut l’empêcher d’avoir le temps de réunir les conditions d’une évasion. Après de nombreuses et infructueuses tentatives, il parvient à s'évader du camp de Magdebourg, au bout de trois ans, le 15 février 1918, en compagnie du lieutenant Anselme Marchal, qui parle un très bon allemand. Les deux hommes se confectionnent deux grossiers uniformes d'officiers allemands, puis ainsi vêtus, avec l'aide de la pénombre et du ton irascible d'Anselme, ils passent les quatre sentinelles présentes. Enfin sortis du camp, ils volent des habits civils et commencent un périple qui les mène en Hollande, puis en Grande-Bretagne, et enfin en France.
À ce sujet, on peut souligner que, si le cinéaste Jean Renoir a bénéficié du témoignage du futur général Amand Pinsard, ancien compagnon de Roland à la MS 23, fait prisonnier puis évadé comme lui, il s’est nécessairement inspiré du récit de la captivité de R. Garros donné par Jean Ajalbert dans La Passion de Roland Garros, ou par Jean des Vallières dans Kavalier Scharnhorst, pour camper dans La Grande Illusion le personnage de Boëldieu. Car ce n’est certainement pas par pure coïncidence si son compagnon dans le film porte le nom de « Maréchal ».[réf. nécessaire]

### Derniers moments

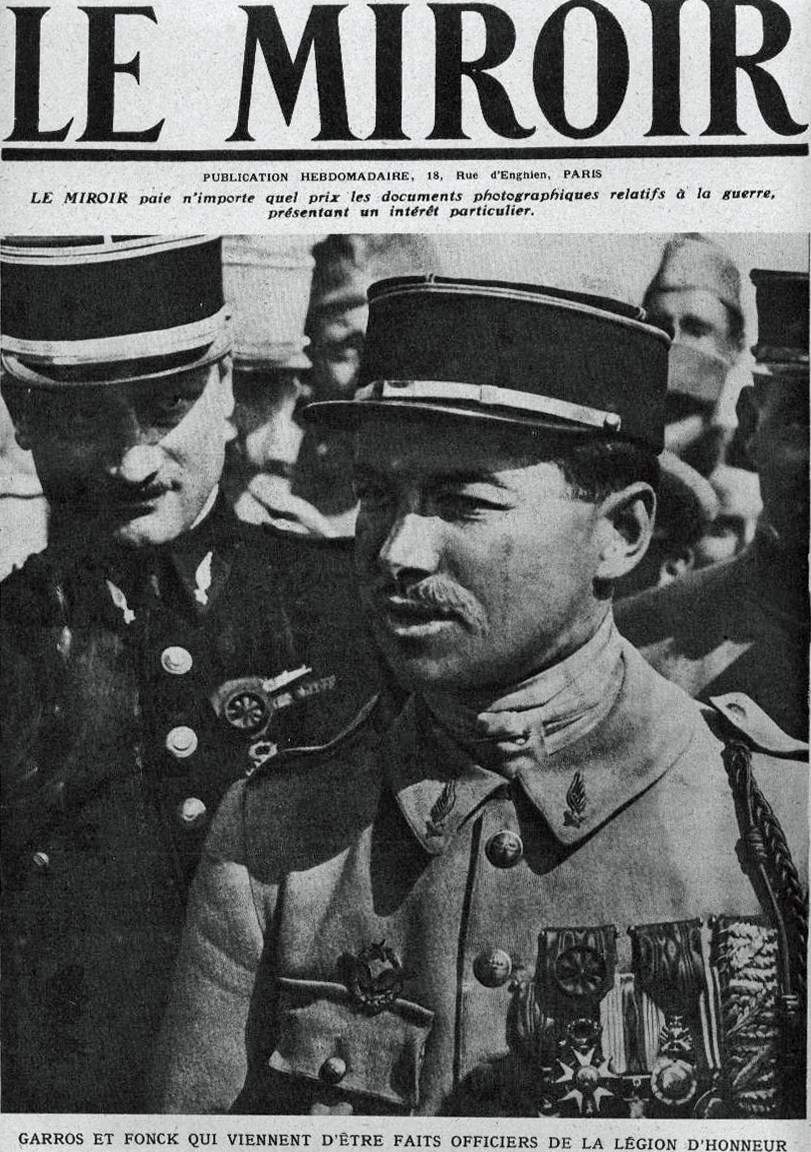
Le Miroir fête les aviateurs Roland Garros et René Fonck.

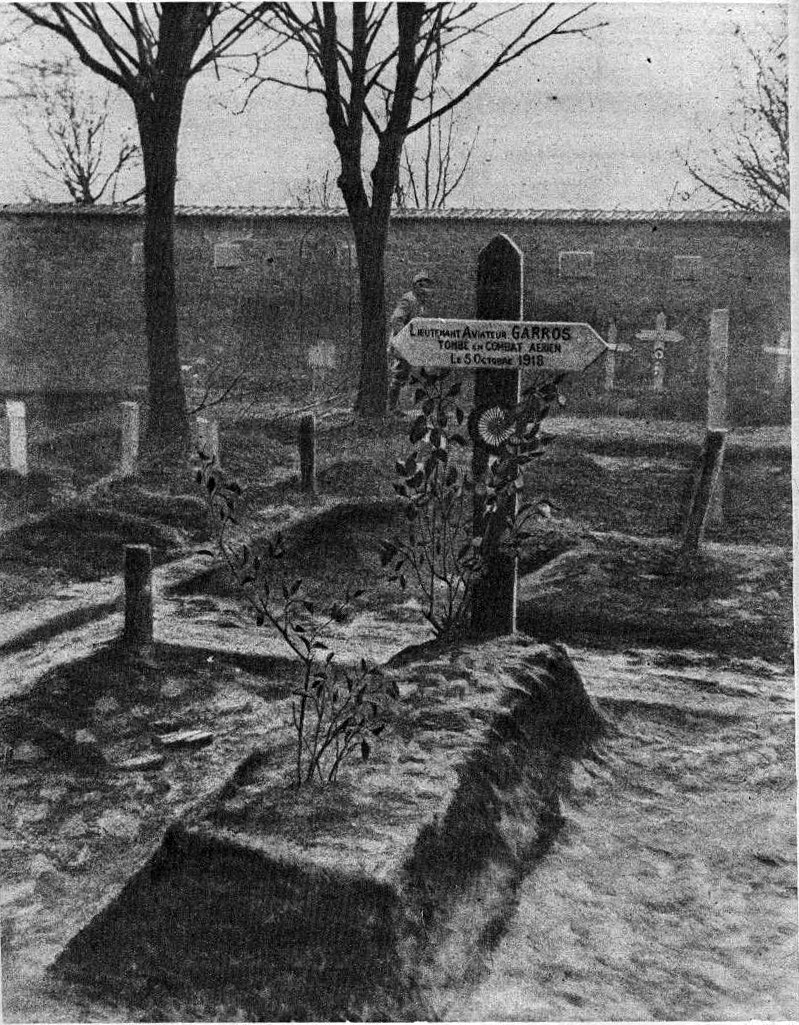
La tombe provisoire de Garros dans Le Miroir.

Ces trois ans de captivité ont sérieusement dégradé sa santé, particulièrement sa vue : sa myopie latente devenue très gênante l’oblige à aller clandestinement se faire faire des lunettes pour pouvoir continuer à piloter.
Clemenceau a vainement tenté de le garder comme conseiller auprès de l’État-Major, mais « le Tigre » doit s’incliner devant la volonté obstinée de l’aviateur : celui-ci veut retourner au combat, un peu comme s’il considérait sa captivité comme une faute coupable. L’évadé a entre-temps été élevé au grade d’officier de la Légion d'honneur, sans difficulté cette fois-ci, car pour le ruban de chevalier, le président Poincaré lui-même avait dû intervenir contre de fortes oppositions pour qu’il soit attribué au vainqueur de la Méditerranée.
Après une convalescence et un circuit complet de remise à niveau (les appareils et les méthodes de combat aérien ont complètement changé en trois ans), il est affecté à son ancienne MS 26 devenue la SPA 26, puisque désormais équipée de SPAD XIII. Elle fait partie, avec les trois autres escadrilles de Cigognes, du Groupe de Combat no 12 (GC12).
À force de ténacité, Roland Garros parvient à retrouver l’aisance de son pilotage. L’escadrille quitte Nancy pour le terrain de la Noblette, en Champagne.
Bien que n’aimant pas l’atmosphère de « l’arrière », qu’il a côtoyée à contrecœur en 1914 alors qu’il travaillait à la mise au point du « tir à travers l’hélice », il vient régulièrement en permission de la Noblette à Paris. Marcelle n’y est pas, elle suit une longue convalescence à Billère, dans les Pyrénées. Hormis Audemars, qui, de nationalité suisse, ne peut participer aux combats et doit se contenter d’assurer la livraison des appareils neufs, et qui occupe toujours le 4e étage du 7 rue Lalo, tous ses amis sont au front ou morts, si bien qu’il se retrouve souvent à Passy chez son amie pianiste Misia Edwards, avec qui il partage l’amour pour la musique de Chopin. L’ancienne élève de Gabriel Fauré jouera pour lui des soirées entières quand ce n’est pas Roland Garros, dont le talent musical s’est affirmé depuis Nice, qui est lui-même l’interprète de leur compositeur favori. Un soir de septembre, Isadora Duncan, qui fait partie des nombreux invités du salon de Misia, demande à Roland de se mettre au piano et de jouer du Chopin. Il s’exécute et Isadora se met à danser. Comme elle le racontera elle-même dans son autobiographie My Life, alors qu’il la raccompagne à son hôtel du quai d'Orsay, elle dansera encore pour lui place de la Concorde au cours d’une alerte aérienne, tandis que « lui, assis sur la margelle d’une fontaine, m’applaudissait, ses yeux noirs mélancoliques brillant du feu des fusées qui tombaient et explosaient non loin de nous. (…) Peu après, l’Ange des Héros l’a saisie et l’a transportée ailleurs. »
Le 2 octobre 1918, Roland Garros remportait sa quatrième et dernière victoire. La veille de ses 30 ans, le 5 octobre, cinq semaines avant l'Armistice, à l’issue d’un combat contre des Fokker D.VII, son SPAD explosait en l’air avant de s’écraser sur le territoire de la commune de Saint-Morel, dans les Ardennes, non loin de Vouziers où il est enterré.

## Le souvenir de Roland Garros

### Un nom lié au tennis
Le nom de Roland Garros est généralement associé au tennis. En effet, Roland Garros avait adhéré à la section rugby du Stade français en 1906, avec le parrainage de son condisciple d'HEC, athlète et joueur de rugby Émile Lesieur, et c’est ce dernier qui, en 1927, devenu président de la prestigieuse association[Laquelle ?], exigea fermement que l’on donnât le nom de son ami au stade de tennis parisien qu’il fallait construire pour accueillir les épreuves de la Coupe Davis ramenée en France par les « Mousquetaires ». Dixit le compte-rendu : « Je ne sortirai pas un sou de mes caisses si on ne donne pas à ce stade le nom de mon ami Garros. »
Une citation attribuée à Roland Garros est aujourd'hui inscrite sur la rambarde qui sépare la partie inférieure de la partie supérieure de la tribune centrale du court Philippe-Chatrier, la citation en français, « La victoire appartient au plus opiniâtre », faisant face sur l'autre tribune à sa traduction en anglais, « Victory belongs to the most tenacious ».

### Autres hommages
Toutefois, plusieurs associations et institutions s’efforcent de sauvegarder la mémoire du vainqueur de la Méditerranée et de l’inventeur de l’avion de chasse monoplace.
- À Vouziers, où repose sa dépouille, l’ARGAT (Association Roland Garros de l’Aviation au Tennis), fondée en 1986 par Yvon Carles, s’est donné pour but d'entretenir le souvenir de l’aviateur mort pour la France sur le territoire de la commune. Outre l’entretien de sa tombe, l’ARGAT organise tous les ans une cérémonie à Saint-Morel où son SPAD s’est écrasé, le 5 octobre 1918, ainsi qu’au cimetière de Vouziers.
- À Houlgate, où l'aviateur porta le 6 septembre 1912 à 4 960 m un nouveau record d'altitude, la digue prend le nom en 1988 de "promenade Roland-Garros" en souvenir de cet évènement.
- À Cholet, l’Aérienne du Choletais, fondée par Philippe Renaudet, est parvenue à convaincre la municipalité de donner à son aérodrome le nom de « Roland-Garros », puisque c’est sur ce terrain que Garros a obtenu, le 19 juillet 1910, le Brevet de Pilote de l’Aéro-Club de France no 147. On peut voir sur le terrain d'aviation une stèle à la mémoire de Roland Garros.
- À Fréjus, d’où il s’est envolé le 23 septembre 1913 pour la Tunisie, un colloque et une exposition ont été organisés en 2003 pour le 90e anniversaire de la traversée de la Méditerranée. Un monument surmonté d’un buste de Garros est érigé.
- L’Aéro-Club et la ville de Cagliari en Sardaigne entretiennent son nom.
- À Tunis, le monument de Fréjus - accueil du vol 1989 – accueil du vol 2003.
- À Nice, existe le collège Roland-Garros.
- À Paris :
  - En 1928 une voie nouvelle a été ouverte dans le 20e arrondissement sous le nom de square Roland-Garros, dans un quartier où de nombreuses rues portent le nom de pionniers de l’aéronautique.
  - En 1988, sous l’impulsion du ministre délégué chargé des Transports Jacques Douffiagues et sous la direction d’un Comité du Centenaire présidé par Joseph Blond, Président honoraire de l’Aéro-Club de France, sa naissance a été largement commémorée (voir la pièce de dix francs Roland Garros), avec de nombreuses manifestations, au palais de Chaillot, à la Mairie de Neuilly, avec une course aérienne Le Bourget-La Réunion baptisée « Route de la Vanille », ainsi qu’une fête aérienne sur l’ancienne base de Séchault près de Vouziers. À cette occasion, Philippe Chatrier, président de la FIT et de la FFT, inaugura dans l’enceinte du stade qui porte son nom un marbre célébrant la mémoire de Roland Garros. Depuis, le « Tenniseum », construit sur le même site et quelquefois appelé à tort « musée de Roland Garros », rend bien hommage à un grand aviateur dont il a plaqué l’effigie sur toute la hauteur d’un panneau. Il ne s’agit pourtant pas de R. Garros, mais de Charles Lindbergh. Sur l’ensemble du très long texte déroulé sur les murs, huit lignes sont consacrées à l’aviateur français, dont quatre pour expliquer que le prénom de « Roland » s’écrit avec un "L", non deux.
  - En 2008, quelques anciens de HEC, en collaboration avec d’anciens élèves de l’École nationale supérieure de l'aéronautique et de l'espace (SUPAERO), ont décidé de célébrer le centenaire de la sortie de leur école de Roland Garros, au sein de la promotion 1908.
  - En 2021, l'artiste Caroline Brisset est désignée pour réaliser le projet de statue monumentale en vue de représenter l'aviateur sur le parvis du stade homonyme[27].

- À La Réunion :
  - La statue d’Étienne Forestier le représentant appuyé sur une hélice s’élève sur la place du Barachois à Saint-Denis et la rue de l’Arsenal, où il est né, a été rebaptisée rue Roland-Garros.
  - L’aéroport principal à Gillot Sainte-Marie porte son nom depuis 1994. Sa construction a été réalisée à la fin des années 1920. Ses portes se sont ouvertes pour la première fois le 26 novembre 1929, le jour où le tout premier avion s'est posé sur l'île. En octobre 2018, le Centenaire de la disparition de l'aviateur y a été célébré. Une réplique de l'avion, le Morane-H avec lequel il a traversé la Méditerranée a pu faire une démonstration de vol lors de la semaine portes ouvertes[28].
  - ainsi que l’aéro-club Roland-Garros fondé en 1933 (nom donné à sa création). Un avion porte ses initiales F-OPRG.
  - Sur la base aérienne 181 Lieutenant Roland Garros à Sainte-Marie, une statue de Roland Garros, œuvre du sculpteur réunionnais Marco Ah-Kiem et faite d’après une photo prise lors du Paris-Rome en 1911, a été inaugurée le 16 juin 2008 au cours d'une semaine aéronautique en hommage au premier créole volant.
  - Le lycée Roland-Garros du Tampon porte son nom.Roland-Garros, par Marco Ah-Kiem, à Sainte-Marie.

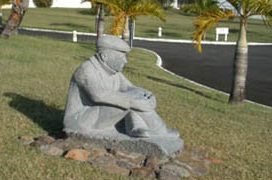
Roland-Garros, par Marco Ah-Kiem, à Sainte-Marie.

- L'aviateur est sur une pièce de 10 € en argent éditée en 2012 par la Monnaie de Paris, pour la collection « Les Euros des Régions » afin de représenter La Réunion, sa région natale.
- En 1914, peu après le début de la Première Guerre mondiale, le poète futuriste Ilia Zdanevitch écrivit un poème mi-zaoum mi-onomatopéique en hommage aux exploits de Roland Garros. Ce poème, retrouvé à Tbilissi en octobre 1989, a été publié en 2000 en russe et en français (dans une traduction de Régis Gayraud) par les éditions Clémence Hiver (in Carnets de l'Iliazd-Club no 5).
- Le 22 septembre 2013, à l'occasion du centième anniversaire de la traversée de la Méditerranée, l'association Replic'Air renouvelle la traversée sur une réplique exacte bien que de construction récente, en un temps très similaire (7 h 44 min)[29].
- Deux médailles commémoratives du centenaire de la première traversée aérienne de la mer Méditerranée par Roland Garros, avec des graphismes similaires, ont été créées par Georges G. Page (déjà auteur de la « Médaille des Anciens des Forces Françaises en Allemagne » à la Monnaie de Paris) : On y voit Roland Garros, les côtes de France et de Tunisie, la Corse, la Sardaigne, l'avion de l'exploit décollant de Fréjus, un cerf-volant à l'origine de bien des vocations aéronautiques et un autre avion piloté par Roland Garros, avec la cocarde française, équipé d'une mitrailleuse rappelant l'invention du tir à travers l'hélice due à ce célèbre aviateur français mort en combat aérien. Ces médailles sont au module de 50 mm en bronze florentin, en série limitée à compte d'auteur, déposées à l'INPI et la Bibliothèque nationale de France.
- Un timbre de 6c+2c à l'effigie de Roland Garros a été émis en 1943 par les postes d'Indochine Française. Le timbre a été surchargé avec de nouvelles valeurs 10c+2c en 1944.
- Pour le cinquantième anniversaire de la traversée de la Méditerranée, la poste de Monaco a émis en 1963 un timbre-poste d'une valeur de 2,00 F, dessiné et gravé par Georges Bétemps, représentant le portrait de Roland Garros et son monoplan Morane-Saulnier en vol.
- À l'occasion de son centenaire en 1988, la Poste française a émis un timbre-poste d'une valeur de 2,00 F, dessiné et gravé par Jacques Gauthier, figurant le monoplan de Roland Garros sur fond de carte de la Méditerranée avec l'itinéraire de la traversée. Trois flammes philatéliques ont été mises en service : l'une datée du 10-11 septembre 1988 - 49 Cholet, une autre datée du 2 juillet 1988 - 974 St Denis  - la troisième, du 28 juillet 1988, de St Denis de la Réunion.
- En 1988 un timbre a été émis à Wallis et Futuna, d'une valeur de 600F CFP, dessiné et gravé par Claude Andréotto, représentant l'avant de son monoplan et son portrait en costume d'aviateur.
- En 2013 la France a émis un timbre de 3,40 € pour le centenaire de la traversée de la Méditerranée, dessiné par Hugault, et Monaco un timbre de 1,35 € sur le même sujet, dessiné par Cousin et mis en page par Bara.

## Distinctions
- Officier de la Légion d'honneur (4 mars 1917)[30]
- Croix de guerre 1914-1918

### Sources et bibliographie
- Jacques Mortane, Roland Garros virtuose de l'aviation, l'Édition française illustrée, 1919
- Jean Ajalbert, La Passion de Roland Garros, Les Éditions de France, 1926, 2 vol., 263 p. & 392 p.
- Jacques Mortane, La guerre des Ailes : Traqués par l'ennemi, chap. II : Sous le déguisement d'officiers allemands : Roland Garros et Anselme Maréchal, Baudinière, 1929, p. 17-40
- Roland Garros, Mémoires, présentés par Jacques Quellenec, Hachette, 1966
- Jean-Pierre Lefèvre-Garros, Roland Garros : la tête dans les nuages, la vie aventureuse et passionnée d'un pionnier de l'aviation, Bruxelles, Ananké/Lefrancq, 2001, 415 p. (ISBN 2-87418-012-2 et 978-2-874-18012-5)
- Georges Fleury, Roland Garros : un inconnu si célèbre, Paris, Bourin, 2009, 389 p. (ISBN 978-2-84941-123-0 et 2-84941-123-X)
- Julien Chenneberg, Roland Garros. Une histoire d’héritage, Hachette 2013
- Roland Garros, Mémoires suivi de journal de guerre, Phébus, 2016
- Patricia Crété, Roland Garros (Biographie), Paris, Quelle histoire, coll. « Quelle histoire : époque contemporaine », 2018, 40 p. (ISBN 9782371044678, OCLC 1059297021)
- Roland Garros, Philippe Forest et Jean-Pierre Lefèvre-Garros, Roland Garros : Mémoires ; suivi de Journal de guerre (Mémoires (genre littéraire)), Paris, Éditions Points, coll. « Points. Aventure », 2023, 492 p. (ISBN 9791041411580, OCLC 1395956093)

### Filmographie
- L'Embrasseur de nuages - Roland Garros, de Tiktak Production (prod.) et de Luc  Bongrand (réal.), France Ô, France Télévisions, Réunion 1ère, 2013, 52 minutes [Film documentaire : fiche du documentaire présentation en ligne] : documentaire
- Il y a 100 ans Roland Garros repoussait les limites de l'aviation, de Atalante Films (prod.) et de André Annosse et Frédéric Houzelle (réal.), 2012, 17 min [WorldCat : fiche présentation en ligne] : Documentaire, court-métrage

- Frères d'armes - Roland Garros, série Frères d'armes, film-portrait raconté par Roschdy Zem, co-réalisé par Pascal Blanchard et Rachid Bouchareb, 2016, 2 minutes. [voir en ligne]